# Mapa citogenético

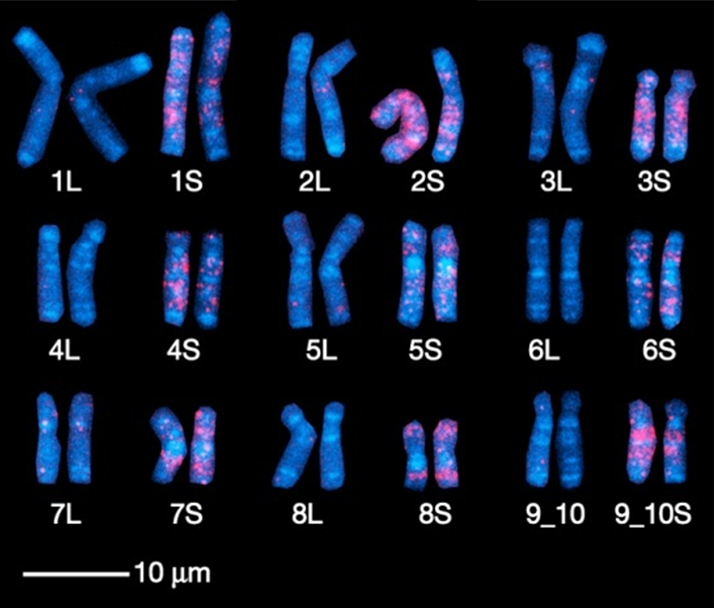
Cariograma de la rana Xenopus.

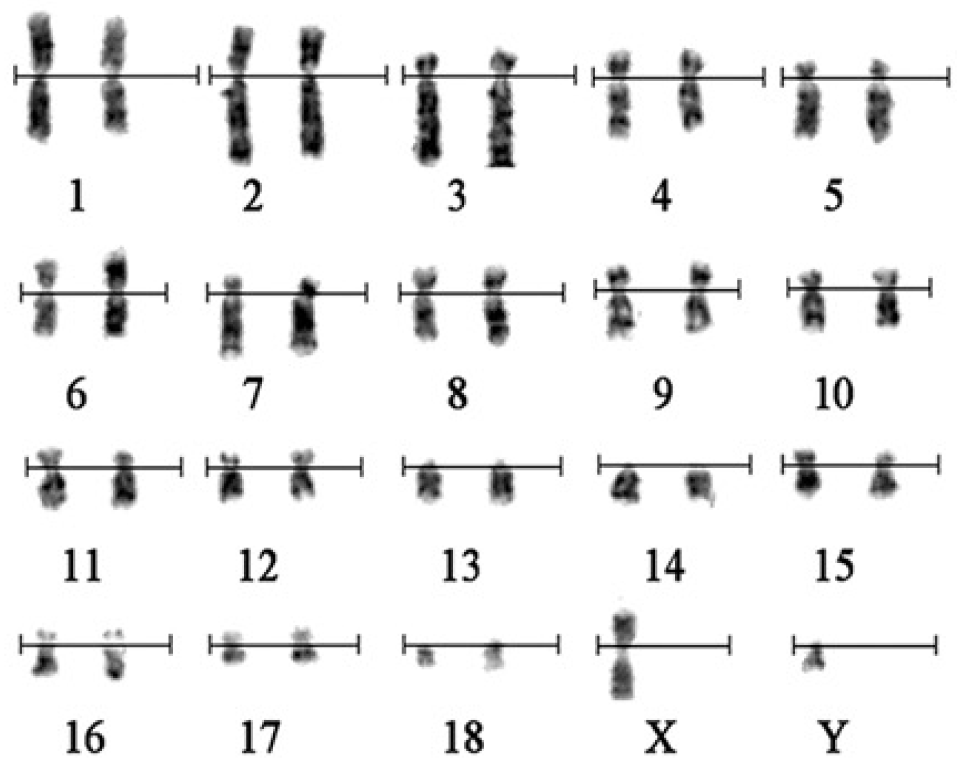
Cariograma del tigre siberiano Panthera tigris altaica.

Se conoce como cariograma o mapa citogenético a la presentación gráfica de los cromosomas de un individuo, ordenados en pares de homólogos según forma y tamaño, cuando se tiñe y se examina bajo un microscopio.

Es un esquema, foto o dibujo de los cromosomas de una célula metafásica ordenados de acuerdo a su morfología y tamaño, que están caracterizados y representan a todos los individuos de una especie.

## Etimología
El término es de creación moderna (neologismo), proviene del griego (κάρυον carion, «núcleo, nuez») + (γράμμα grama, «forma, dibujo»).

## Características
Un cariograma es la representación visual de un cariotipo, los cromosomas son organizados en pares, y ordenados por tamaño (de mayor a menor).

(metacéntricos, submetacéntricos, telocéntricos, subtelocéntricos y acrocéntricos) 

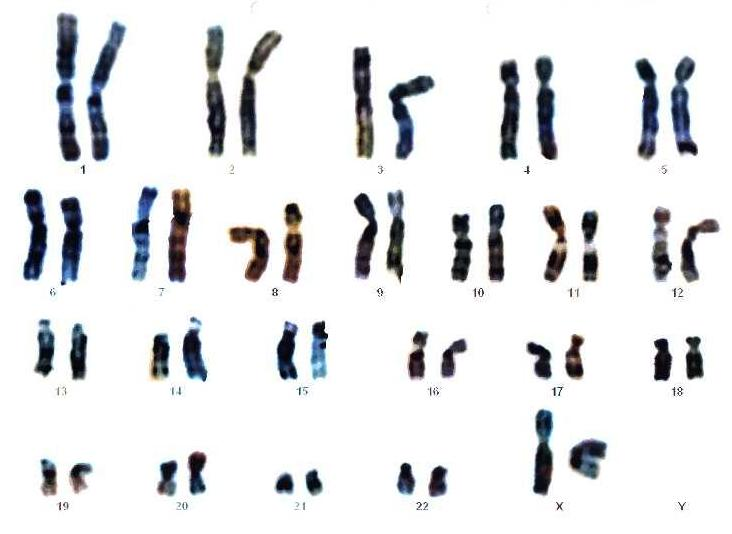
Cariograma de una niña: (el cromosoma "Y" está ausente). Dos cromosomas X presentes (XX). Microscopio óptico.

Tinción específica (Bandeo). Humano Se muestran ambas posibilidades de cromosomas sexuales: XX, XY.

Dependiendo de la tinción empleada, se obtendrá un patrón de bandas claras y oscuras diferente y específico para cada par cromosómico. Esta característica permite estudiar los cromosomas de una persona en busca de alteraciones cromosómicas.

## Bandeo Cromosómico

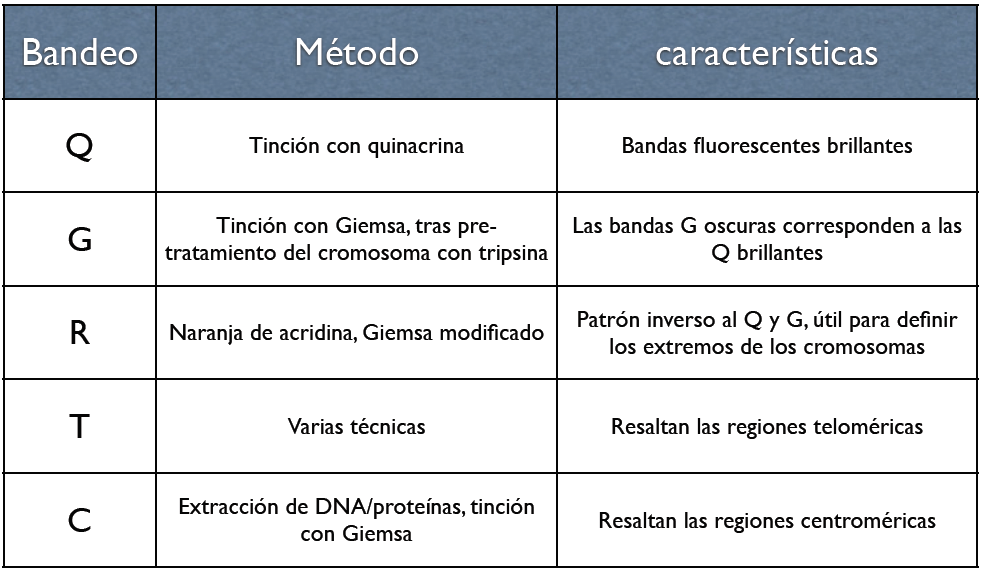
Tipos clásicos de bandeo cromosómico.

Obtenido mediante la invención de las técnicas de tinción C, G, R, fue establecido en la Conferencia de París, de 1971, que dio lugar a una nomenclatura estándar, con el fin de reconocer y clasificar cada uno de los cromosomas humanos.
Los bandeos más comúnmente utilizados son:
- Bandeo J: Se obtienen bandas fluorescentes brillantes al teñir con quinacrina.
- Bandeo G: Las bandas obtenidas son las contrarias al bandeo Q, es decir, donde en el Q había una banda oscura, en el G es brillante. Se obtiene al tratar el cromosoma con tripsina y teñir posteriormente con giemsa.
- Bandeo R: Se utiliza para definir los extremos de los cromosomas, los cuales se tiñen con naranja de acridina.
- Bandeo A Resalta las regiones centroméricas del cromosoma. Se suele utilizar la tinción con giemsa.
- Bandeo T: Se emplea para la tinción de los telómeros.[5]